# Marienhof (Munich)

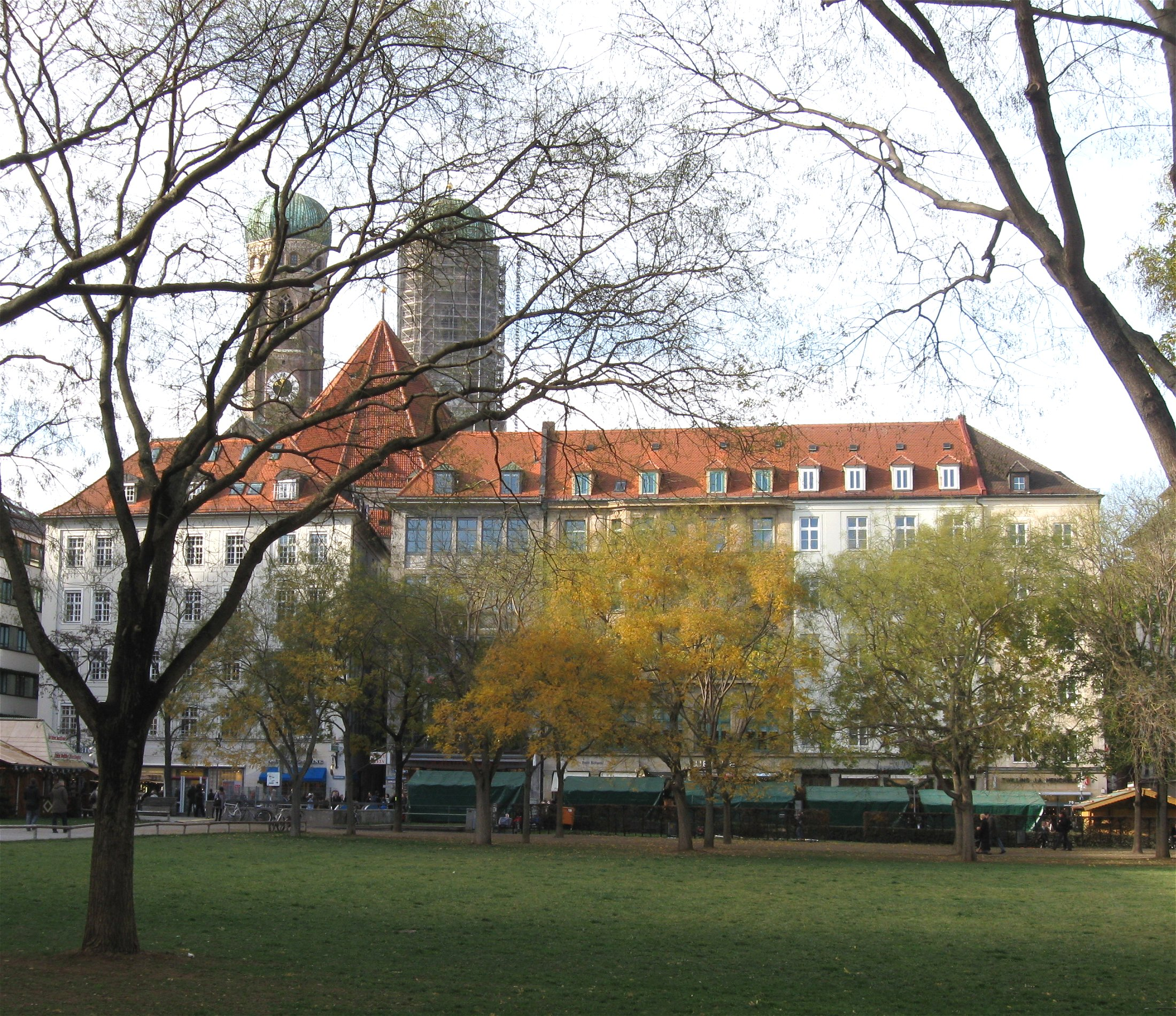
Marienhof

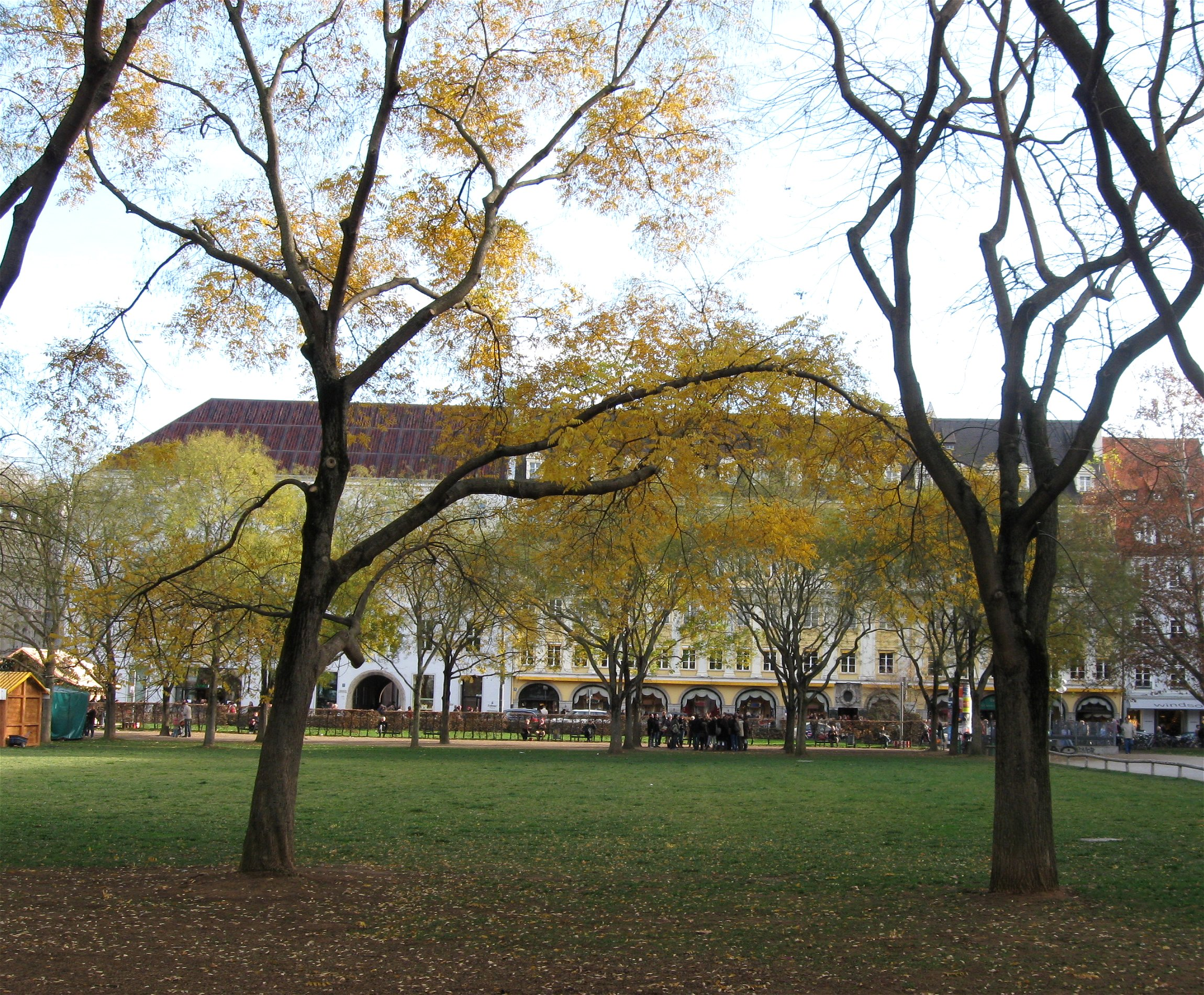
Marienhof

Le Marienhof est une place de la vieille ville de Munich. Elle est située derrière le nouvel hôtel de ville, entre la Theatinerstrasse et la Weinstrasse d'une part et la Dienerstrasse de l'autre. Depuis la fin de la Seconde Guerre mondiale, la conception de la place a fait l'objet de discussions répétées. Depuis 2017, la majeure partie de la place a été clôturée et ouverte : la gare Marienhof de la deuxième ligne du S-Bahn y sera construite à une profondeur d'environ 38 mètres.

## Histoire
Des bâtiments médiévaux existèrent ici jusqu'à la Seconde Guerre mondiale. A cette époque, entre la Landschaftstrasse et la Gruftstrasse, des maisons de différentes hauteurs étaient rassemblées.
Les bombardiers alliés détruisirent la majeure partie du centre-ville de Munich dans la nuit du 18 décembre 1944. Le quartier de l'actuel Marienhof était en ruine. Le simple déblayage des décombres a pris plusieurs années. Finalement, il a été décidé que les maisons qui se trouvaient autrefois ici ne seraient pas reconstruites.
Lorsque les décombres des bâtiments détruits ont été déblayés, le lieu a immédiatement été utilisé par les automobilistes comme espace de stationnement.
En 1948, Adolf Abel a développé un concept pour l'utilisation future du Marienhof : il voulait créer un centre-ville sans voiture et faire du Marienhof le centre de la ville, à partir duquel cinq zones piétonnes rayonneraient vers le centre-ville - à travers des passages, des cours et des places. En fait, le Marienhof est devenu un parking entre 1948 et 1971. Ce n'est que 24 ans après le concept révolutionnaire et non réalisé d'Adolf Abel que la première zone piétonne a été créée sur la Kaufingerstrasse, l'année des Jeux olympiques d'été de 1972.
L'idée d'équiper le Marienhof d'un parking souterrain a perduré jusque dans les années 1980.
A l'occasion des Jeux Olympiques de 1972, le « Centre d'information municipal » de l'office du tourisme a été construit sur le Marienhof avec un parking et un espace vert. Cette disposition a été conservée pendant des années.
Dans les années qui suivirent, le Marienhof a servi de lieu festif (marché de Noël, fête du vin) et en même temps, de nombreuses idées sur ce qui pourrait être construit ici : aire de jeux, bibliothèque municipale, biergarten, jardin d'enfants, galerie pour enfants, office de tourisme, etc. De 1989 à 1990, des fouilles archéologiques ont mené des recherches sur le tracé de l'enceinte médiévale de la ville. Les caves d'hôtels particuliers datant du XVIe siècle ont été mises à jour. Des éclats de verre et de poterie ont été trouvés, les découvertes les plus anciennes remontant à environ 1400.
Divers projets concernant la conception du Marienhof ont été rejetés à la fin des années 1980 pour des raisons financières. Finalement, il a été décidé de planter des arbres selon un projet de Stephan Braunfels. En outre, le département du bâtiment de la capitale du Land de Munich a prévu une aire de jeux à l'emplacement des dernières places de parking encore existantes, à la limite nord du Marienhof.
L'étape suivante consistait à réaménager le Marienhof pour la construction du tunnel de la deuxième ligne du S-Bahn, qui nécessitait un arrêt sous la place. C'est pourquoi, en 2006, le conseil municipal de Munich a annoncé un concours pour le réaménagement du site.
L'exigence était que le Marienhof conserve à l'avenir le caractère d'une place urbaine au milieu de la vieille ville de Munich. Il ne devrait y avoir aucun développement, le Marienhof devant plutôt devenir une « oasis de culture, de détente et de contemplation ». À cette fin, une partie de l'espace devait être utilisable pour divers événements temporaires et en même temps tenir compte de l'histoire du Marienhof, des références visuelles et des structures historiques.
Le 1er prix a été décerné aux architectes paysagistes Timo Herrmann et Philipp Koch (Berlin), proposant une refonte viable et durable du Marienhof, s'intégrant dans l'environnement urbain et permettant des usages variés. Enfin, selon cette planification, le Marienhof invitera également les gens à s'attarder, car il aura un accent vert prononcé : entouré de rangées d'arbres, il y a un grand espace vert au milieu, contrastant avec l'environnement minéral. Le Marienhof figure sur la liste des espaces verts de Munich et est donc soumis à la réglementation sur les espaces verts.

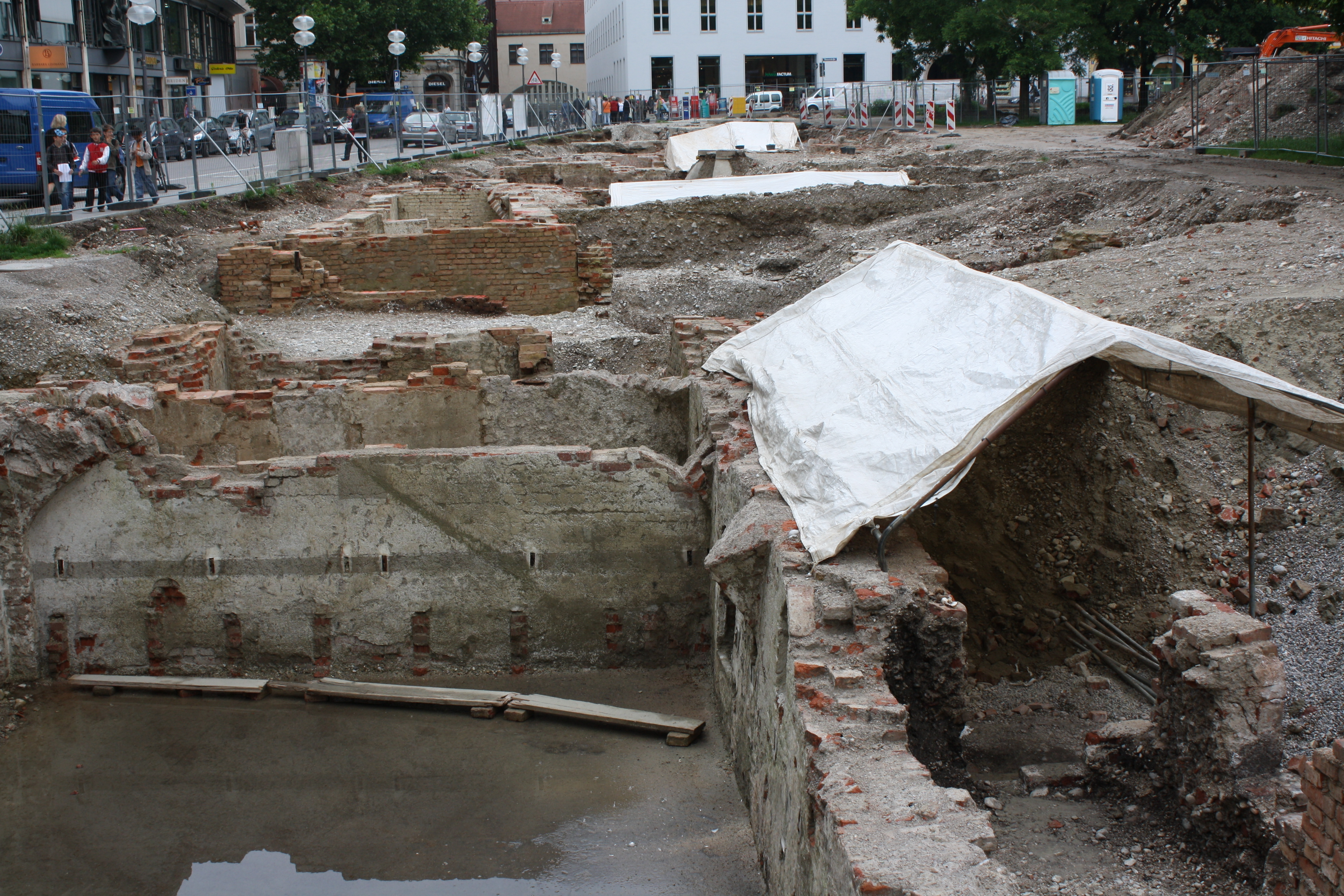
Fouilles au Marienhof

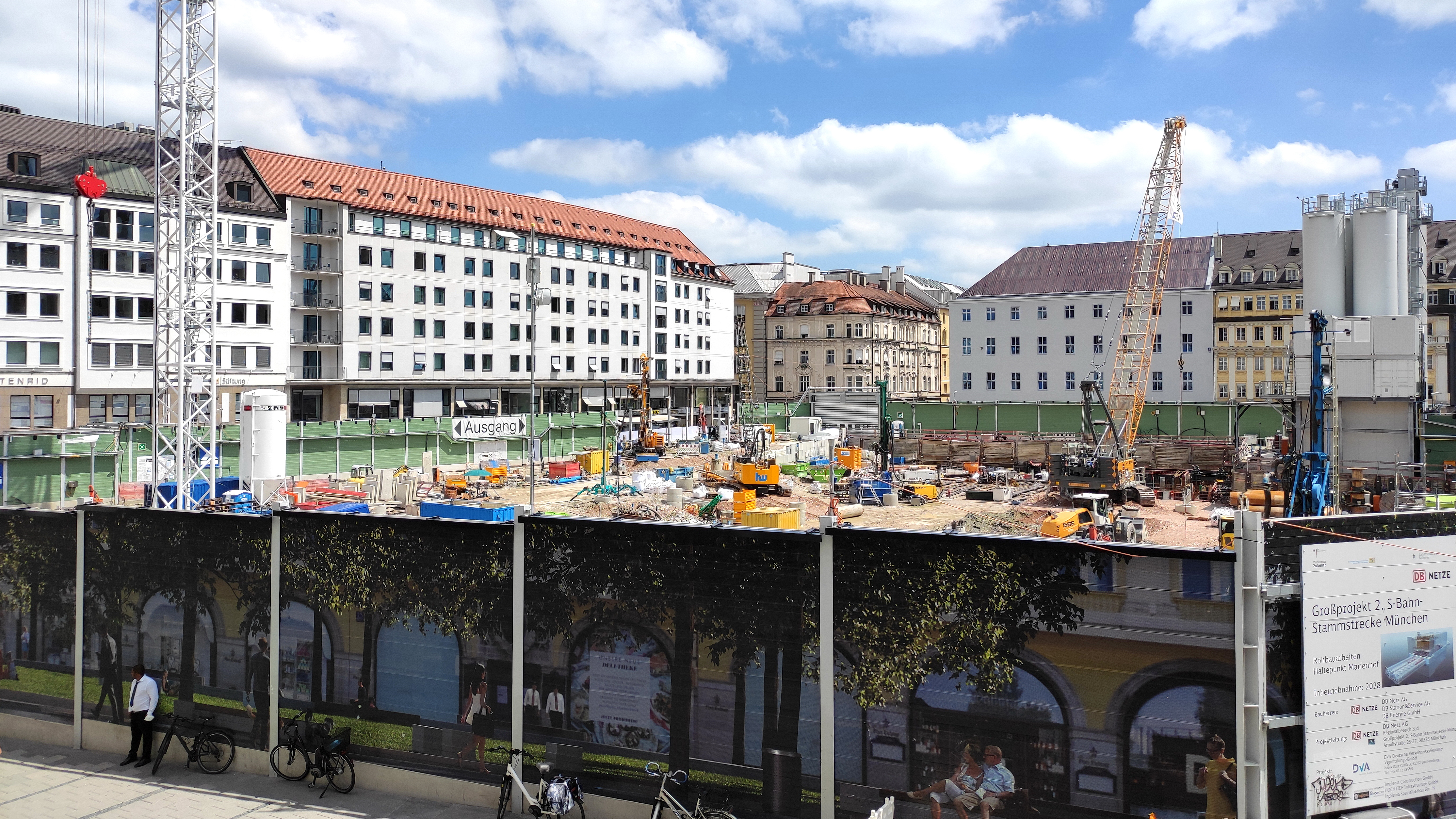
Grand chantier du Marienhof, juin 2021

Le démarrage des travaux du tunnel S-Bahn a été retardé de plusieurs années. Des fouilles archéologiques ont été menées d'avril 2011 à fin 2012. La place a été recouverte de gazon au printemps 2013 et a été ouverte au grand public en comme espace de loisirs à partir de juin 2013. Les travaux de construction de la deuxième ligne ont officiellement débuté le 5 avril 2017 par une fête communautaire de deux jours au Marienhof. Lors de fouilles archéologiques ultérieures, dans le cadre de l'agrandissement du S-Bahn, des fragments de navires du XIe siècle ont été découverts, ce qui prouve que la colonie munichoise doit être plus ancienne que sa première mention écrite en 1158.